# Straßenradsport-Weltmeisterschaften/Sechser-Mannschaftszeitfahren der Männer
Das Sechser-Mannschaftszeitfahren der Männer war ein Wettbewerb bei den Straßenradsport-Weltmeisterschaften. Im Gegensatz zu den anderen WM-Wettbewerben traten die Fahrer nicht für ihre Nationalmannschaften, sondern für die kommerziellen Teams an, mit denen sie auch den größten Teil der Saison im Einsatz waren. Jede Mannschaft stellte sechs Fahrer, wobei die Zeit nach dem Eintreffen des vierten Fahrers gemessen wurde. Eine weitere Besonderheit war, dass die Sieger keine Regenbogentrikots erhielten, sondern lediglich Medaillen und ein spezielles Emblem, das im Folgejahr auf den Trikots zu tragen war.
Bereits von 1962 bis 1994 hatte ein Mannschaftszeitfahren bei der WM bestanden, das allerdings von Amateur-Nationalteams bestritten wurde. Bei der Wieder-Einführung des Mannschaftszeitfahrens setzte man auf kommerzielle Teams, da diese während der Saison mehr Zeit zur Vorbereitung hatten. Die Teilnahme war verpflichtend für die Teams der ersten Kategorie (UCI WorldTeams, bis 2014 UCI ProTeams genannt), Einladungen ergingen an eine Anzahl von Teams der zweiten und dritten Kategorie (UCI Professional Continental Teams bzw. UCI Continental Teams).
2016 erreichten die WorldTeams nach einem Streit über die Finanzierung die Aufweichung der verpflichtenden Teilnahme, was den Niedergang des Wettbewerbs einläutete. Von 35 Mannschaften zu Beginn ging die Beteiligung auf 17 Mannschaften zurück. Ab 2019 wurde der Wettbewerb durch die Mixed-Staffel ersetzt.

## Palmarès
| Jahr | Austragungsort | Gold | Silber | Bronze |
| ---- | -------------- | --- | --- | --- |
| 2012 | Valkenburg     | Omega Pharma-Quickstep Peter Velits Kristof Vandewalle Niki Terpstra Tony Martin Sylvain Chavanel Tom Boonen         | BMC Racing Team Tejay van Garderen Manuel Quinziato Marco Pinotti Taylor Phinney Philippe Gilbert Alessandro Ballan | Orica GreenEdge Svein Tuft Jens Mouris Cameron Meyer Sebastian Langeveld Luke Durbridge Sam Bewley              |
| 2013 | Florenz        | Omega Pharma-Quickstep Sylvain Chavanel Michał Kwiatkowski Tony Martin Niki Terpstra Kristof Vandewalle Peter Velits | Orica GreenEdge Luke Durbridge Michael Hepburn Daryl Impey Brett Lancaster Jens Mouris Svein Tuft                   | Sky ProCycling Edvald Boasson Hagen Chris Froome Wassil Kiryjenka Richie Porte Kanstanzin Siuzou Geraint Thomas |
| 2014 | Ponferrada     | BMC Racing Team Rohan Dennis Silvan Dillier Daniel Oss Manuel Quinziato Tejay van Garderen Peter Velits              | Orica GreenEdge Luke Durbridge Michael Hepburn Damien Howson Brett Lancaster Jens Mouris Svein Tuft                 | Omega Pharma-Quickstep Tom Boonen Michał Kwiatkowski Tony Martin Pieter Serry Niki Terpstra Julien Vermote      |
| 2015 | Richmond       | BMC Racing Team Rohan Dennis Silvan Dillier Stefan Küng Daniel Oss Taylor Phinney Manuel Quinziato                   | Etixx-Quick Step Tom Boonen Michał Kwiatkowski Yves Lampaert Tony Martin Niki Terpstra Rigoberto Urán               | Movistar Team Andrey Amador Jonathan Castroviejo Alex Dowsett Ion Izagirre Adriano Malori Jasha Sütterlin       |
| 2016 | Doha           | Etixx-Quick Step Bob Jungels Marcel Kittel Yves Lampaert Tony Martin Niki Terpstra Julien Vermote                    | BMC Racing Team Rohan Dennis Stefan Küng Daniel Oss Taylor Phinney Manuel Quinziato Joey Rosskopf                   | Orica-BikeExchange Luke Durbridge Alexander Edmondson Michael Hepburn Daryl Impey Michael Matthews Svein Tuft   |
| 2017 | Bergen         | Team Sunweb Michael Matthews Søren Kragh Andersen Tom Dumoulin Sam Oomen Lennard Kämna Wilco Kelderman               | BMC Racing Team Stefan Küng Daniel Oss Rohan Dennis Tejay van Garderen Miles Scotson Silvan Dillier                 | Team Sky Gianni Moscon Chris Froome Wassil Kiryjenka Michał Kwiatkowski Geraint Thomas Owain Doull              |
| 2018 | Innsbruck      | Quick-Step Floors Maximilian Schachmann Laurens De Plus Yves Lampaert Bob Jungels Kasper Asgreen Niki Terpstra       | Team Sunweb Wilco Kelderman Chad Haga Michael Matthews Tom Dumoulin Sam Oomen Søren Kragh Andersen                  | BMC Racing Team Greg Van Avermaet Rohan Dennis Patrick Bevin Damiano Caruso Tejay van Garderen Stefan Küng      |

## Medaillenspiegel
Die Nationalität eines Radsportteams bestimmt sich wahlweise nach dem Sitz des Betreibers oder des Sponsors und hat generell untergeordnete Bedeutung; insbesondere lässt sie keinen Rückschluss auf die Nationalität der Fahrer zu. So trat die Sunweb-Mannschaft von 2018 zwar unter deutscher Flagge, aber ohne einen einzigen deutschen Fahrer an.
Betrachtet man die Erfolge einzelner Athleten, so sind die Rekordsieger Niki Terpstra (viermal) sowie Tony Martin und Peter Velits (je dreimal). Am häufigsten waren Fahrer aus den Niederlanden und Belgien (je siebenmal) sowie Deutschland (sechsmal) unter den siegreichen Teams. Insgesamt landeten Fahrer aus 21 verschiedenen Nationen auf dem Podest, u. a. gewann Andrey Amador als bislang einziger Fahrer aus Costa Rica eine WM-Medaille.